# こいしょ!!!
「こいしょ!!!」は、おはガールちゅ!ちゅ!ちゅ!の2ndシングル。2012年11月20日にハピネットから発売された。

## 概要
通常盤 Type-A・B・C、限定盤 Type-D・E・Fの6形態で発売。
全タイプにトレーディングカード（全12種＋シークレット1種）がランダム封入。限定盤にはおはガールキャラクターぷくぷくシールが封入。ソロver.の音源は、最初と最後のラップの部分が3人それぞれのオリジナルアレンジとなっており、「好きです」と「これが恋でしょ?」のフレーズがセリフで表現されている。
振り付けは振付稼業air:man、サウンドプロデュースは元JUDY AND MARYのTAKUYAが手掛けている。

## チャート成績
2012年11月19日付のオリコンデイリーランキングでは4位を獲得。オリコン週間ランキングでは初登場25位となった。
なお、「おはスタ」では、オリコン週間ランキングで30位以内に入らなければ、罰ゲームとして大物芸能人にアポなしで「こいしょ!!!」のポーズをやってもらうという公約が結ばれていた。

## 収録曲

### 通常盤 Type-A・限定盤 Type-D
1. こいしょ!!!
作詞：MEG.ME・生田真心、作曲：TAKUYA、編曲：鳴瀬シュウヘイ
  - 森永製菓「パリパリバー」CMソング
  - バンダイ「ハッピーチュチュチュリボン」CMソング / イメージソング
  - J:COMチャンネルHD「つながるGO!GO!」エンディング・テーマ（2012年11月19日 - 11月30日）
2. 花、ひらり
作詞：井上トモノリ、作曲・編曲：鳴瀬シュウヘイ
3. こいしょ!!!（なつみver.）
4. こいしょ!!!（カラオケ）
5. 花、ひらり（カラオケ）

限定盤 Type-D 付属DVD
1. こいしょ!!! MV
2. 特典映像：ちゅっと答えまちゅ!2

### 通常盤 Type-B・限定盤 Type-E
1. こいしょ!!!
2. 花、ひらり
3. こいしょ!!!（ゆうなver.）
4. こいしょ!!!（カラオケ）
5. 花、ひらり（カラオケ）

限定盤 Type-E 付属DVD
1. こいしょ!!! MV
2. 特典映像：もっと ぎゅっと ハート MV（New Version）

### 通常盤 Type-C・限定盤 Type-F
1. こいしょ!!!
2. 花、ひらり
3. こいしょ!!!（ひなこver.）
4. こいしょ!!!（カラオケ）
5. 花、ひらり（カラオケ）

限定盤 Type-F 付属DVD
1. こいしょ!!! MV
2. 特典映像：MVメイキング

## 発売記念インストア・イベント
シングル発売を記念し、2012年11月19日から12月25日にかけてにインストア・イベントが開催された。
| 公演日   | 都道府県 | 会場                             | 参加メンバー   |
| -------- | -------- | -------------------------------- | -------------- |
| 11月19日 | 神奈川県 | クイーンズスクエア横浜           | 全員           |
| 11月20日 | 千葉県   | イオンモール津田沼               | 全員           |
| 11月21日 | 東京都   | KDDI デザイニングスタジオ        | なつみ・ゆうな |
| 11月22日 | 東京都   | アキバ☆ソフマップ 1号店          | 全員           |
| 11月23日 | 神奈川県 | 横浜モアーズ                     | 全員           |
| 11月24日 | 埼玉県   | アリオ川口                       | 全員           |
| 11月25日 | 東京都   | ダイバーシティ東京 プラザ        | 全員           |
| 12月1日  | 愛知県   | タワーレコード名古屋近鉄パッセ店 | 全員           |
| 12月2日  | 兵庫県   | 阪急西宮ガーデンズ               | 全員           |
| 12月9日  | 岡山県   | おもちゃ王国                     | ゆうな・ひなこ |
| 12月15日 | 神奈川県 | たまプラーザテラス               | 全員           |
| 12月16日 | 東京都   | 池袋サンシャインシティ 噴水広場  | 全員           |
| 12月25日 | 東京都   | タワーレコード渋谷店             | 全員           |